# Comuna Luncoiu de Jos, Hunedoara
Luncoiu de Jos (în maghiară: Alsólunkoj, în germană: Langenthal) este o comună în județul Hunedoara, Transilvania, România, formată din satele Dudești, Luncoiu de Jos (reședința), Luncoiu de Sus, Podele și Stejărel.

## Demografie
Componența etnică a comunei Luncoiu de Jos
     Români (94,54%)
     Alte etnii (0,31%)
     Necunoscută (5,15%)
Componența confesională a comunei Luncoiu de Jos
     Ortodocși (92,76%)
     Alte religii (1,29%)
     Necunoscută (5,95%)
Conform recensământului efectuat în 2021, populația comunei Luncoiu de Jos se ridică la 1.630 de locuitori, în scădere față de recensământul anterior din 2011, când fuseseră înregistrați 1.815 locuitori. Majoritatea locuitorilor sunt români (94,54%), iar pentru 5,15% nu se cunoaște apartenența etnică. Din punct de vedere confesional, majoritatea locuitorilor sunt ortodocși (92,76%), iar pentru 5,95% nu se cunoaște apartenența confesională.

## Politică și administrație
Comuna Luncoiu de Jos este administrată de un primar și un consiliu local compus din 11 consilieri. Primarul, Călin-Dorin Dud[*], de la Partidul Național Liberal, este în funcție din 2008. Începând cu alegerile locale din 2024, consiliul local are următoarea componență pe partide politice:
|  | Partid                          | Consilieri | Componența Consiliului | Componența Consiliului | Componența Consiliului | Componența Consiliului | Componența Consiliului | Componența Consiliului |
|  | ------------------------------- | ---------- | ---------------------- | ---------------------- | ---------------------- | ---------------------- | ---------------------- | ---------------------- |
|  | Partidul Național Liberal       | 6          |                        |                        |                        |                        |                        |                        |
|  | Partidul Social Democrat        | 4          |                        |                        |                        |                        |                        |                        |
|  | Alianța pentru Unirea Românilor | 1          |                        |                        |                        |                        |                        |                        |

## Atracții turistice
- Biserica de lemn "Adormirea Maicii Domnului" din satul Stejărel, construcție 1851